# Tom Daley (Baseballspieler)
Thomas „Tom“ Francis Daley  (* 13. November 1884 in DuBois, Pennsylvania; † 2. Dezember 1934 in Los Angeles, Kalifornien) war ein professioneller US-amerikanischer Baseballspieler.
Daley spielte während seiner Karriere für mehrere Mannschaften. Sein Major League Baseball Debüt hatte er am 29. August 1908 bei den Cincinnati Reds, 1913 und 1914 für die Philadelphia Athletics und anschließend für die New York Yankees.
Er starb am 2. Dezember 1934 im Alter von 50 Jahren in Los Angeles und wurde auf dem Calvary Cemetery der Stadt beigesetzt.